# Зиг

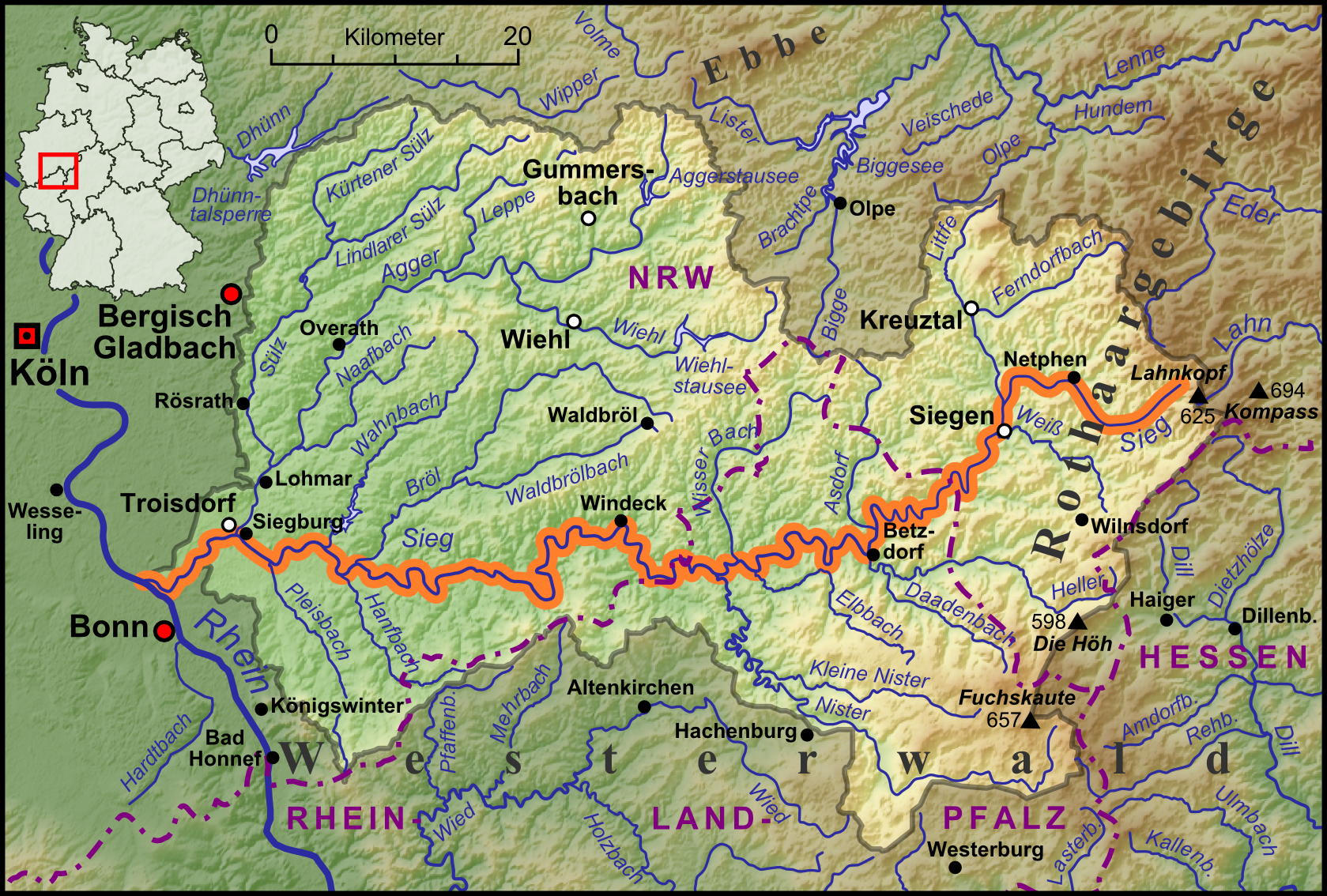
Verlaufskarte Sieg

Зиг (нем. Sieg, устар. Зига) — река в Северном Рейн-Вестфалии и Рейнланд-Пфальце, Германия, правый приток Рейна.
Длина реки составляет 155,2 км, площадь бассейна — 2856,9 км². Средний расход воды — 52,8 м³/с.
Берёт начало в горах Ротхаргебирге, вытекает из Эгеркопфа на плоскогорье Вестервальд, откуда течёт на юго-запад к городу Зиген. Далее на запад долина Зига образует границу между Бергиш-Ланд и Вестервальдом. После этого Зиг протекает по охраняемой территории к востоку от Бонна.
Минуя города Хеннеф и Зигбург, река впадает в Рейн около города Нидеркассель, всего в нескольких км к северу от Бонна.
На окончании XIX столетия река была судоходна на 17 километрах от устья, а в её долине были расположены каменноугольные и железные рудники, чугуноплавильные и железные заводы и так далее.